# Prodinoceras
Il prodinocerato (gen. Prodinoceras) è un mammifero erbivoro estinto, appartenente ai dinocerati. Visse tra il Paleocene superiore e l'Eocene inferiore (circa 58 - 53 milioni di anni fa) e i suoi resti fossili sono stati ritrovati in Asia e (forse) in Nordamerica.

## Descrizione
Questo animale possedeva un lungo e robusto corpo a forma di botte, sorretto da arti relativamente corti e abbastanza robusti, ma non colonnari. Il cranio, lungo tra i 30 e i 50 centimetri, possedeva una cresta sagittale ben marcata ed era relativamente corto. Come le forme successive (ad es. Bathyopsis e Uintatherium) erano presenti già i lunghi canini superiori simili a zanne; la mandibola era dotata di due espansioni simili a flange ossee che proteggevano le zanne quando la bocca era chiusa. Il cranio era ancora sprovvisto delle caratteristiche corna delle forme successive. L'astragalo era dotato di un collo corto ma ben distinto, caratteristica che si ridurrà e scomparirà nelle forme successive. In generale, la forma del corpo di Prodinoceras richiamava vagamente quella dei pantodonti come Pantolambda, ma le forme erano decisamente più pesanti.

## Classificazione
Prodinoceras è considerato il più primitivo tra tutti i dinocerati, un gruppo di mammiferi tipici del Paleogene che svilupparono le loro dimensioni fino a diventare di aspetto e taglia simile ai rinoceronti. Prodinoceras è stato posto in una famiglia a sé stante (Prodinoceratidae), vicina all'origine degli uintateridi (Uintatheriidae).
Prodinoceras è stato descritto per la prima volta nel 1929 da Matthew, Granger e Simpson, che istituirono la specie tipo Prodinoceras martyr sulla base di resti fossili provenienti dal Paleocene superiore della Mongolia. In anni seguenti vennero descritti altri animali simili, sempre provenienti dall'Asia: Flerov, ad esempio, descrisse Mongolotherium plantigradum sulla base di eloquenti fossili provenienti dall'Eocene inferiore della Mongolia, mentre verso la fine degli anni '70 furono descritti numerosi generi affini a Prodinoceras provenienti dalla Cina (Ganatherium, Jiaoluotherium, Huoyanotherium, Phenaceras e Pyrodon). Attualmente, tutte queste forme sono considerate sinonimi di Prodinoceras.

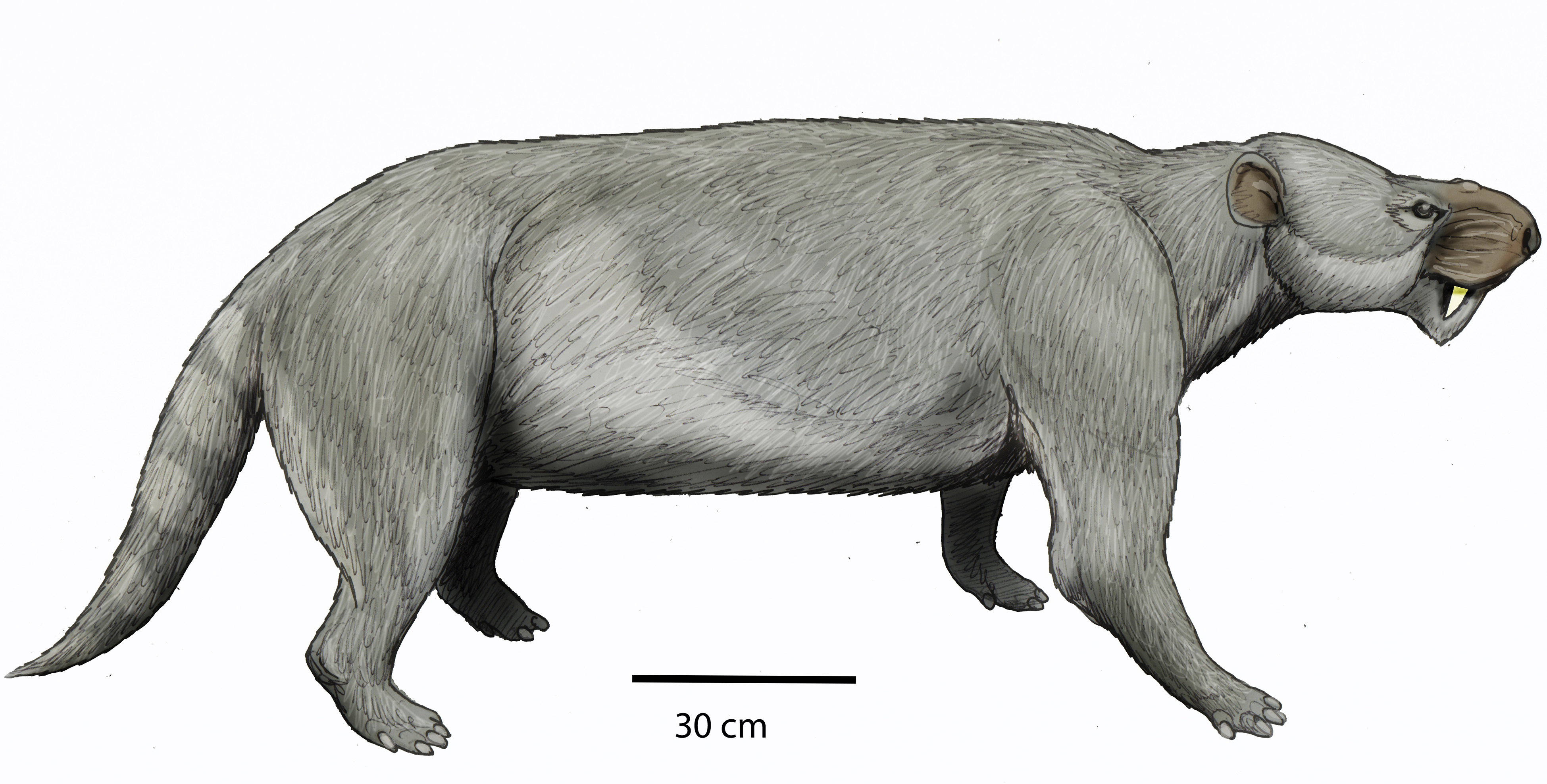
Ricostruzione di Prodinoceras harrisorum

Al genere Prodinoceras sono spesso ascritte anche le specie dei generi nordamericani Probathyopsis, Prouintatherium e Bathyopsoides (Probathyopsis praecursor, P. successor, P. lysitensis, P. newhilli, Prouintatherium hobackensis e Bathyopsoides harrisorum). Molte di queste specie vissero durante il massimo termico del Paleocene-Eocene.